# Francesco Valaperta
Francesco Valaperta (Milano, 20 gennaio 1836 – Milano, 25 febbraio 1908) è stato un pittore italiano.

## Biografia
Allievo di Francesco Hayez all'Accademia di Belle Arti di Brera di Milano, debutta all'esposizione annuale del 1859 con un quadro di soggetto religioso, seguito negli anni successivi da opere di derivazione storico-letteraria. Sul finire degli anni Sessanta si adegua al repertorio di soggetti più intimi molto richiesti dal collezionismo contemporaneo e nel 1872 partecipa alla Seconda Esposizione nazionale di Belle Arti al Palazzo di Brera; successivamente esegue scene di genere accostandosi ai modi pittorici di Gerolamo Induno ed Eleuterio Pagliano. Molte sono le commissioni ricevute da importanti esponenti della borghesia milanese ma anche dall'Ospedale Maggiore per la propria quadreria dei benefattori. Nel 1894 partecipa alla II Triennale di Milano con un gruppo di ritratti.